# Ralf Gustke

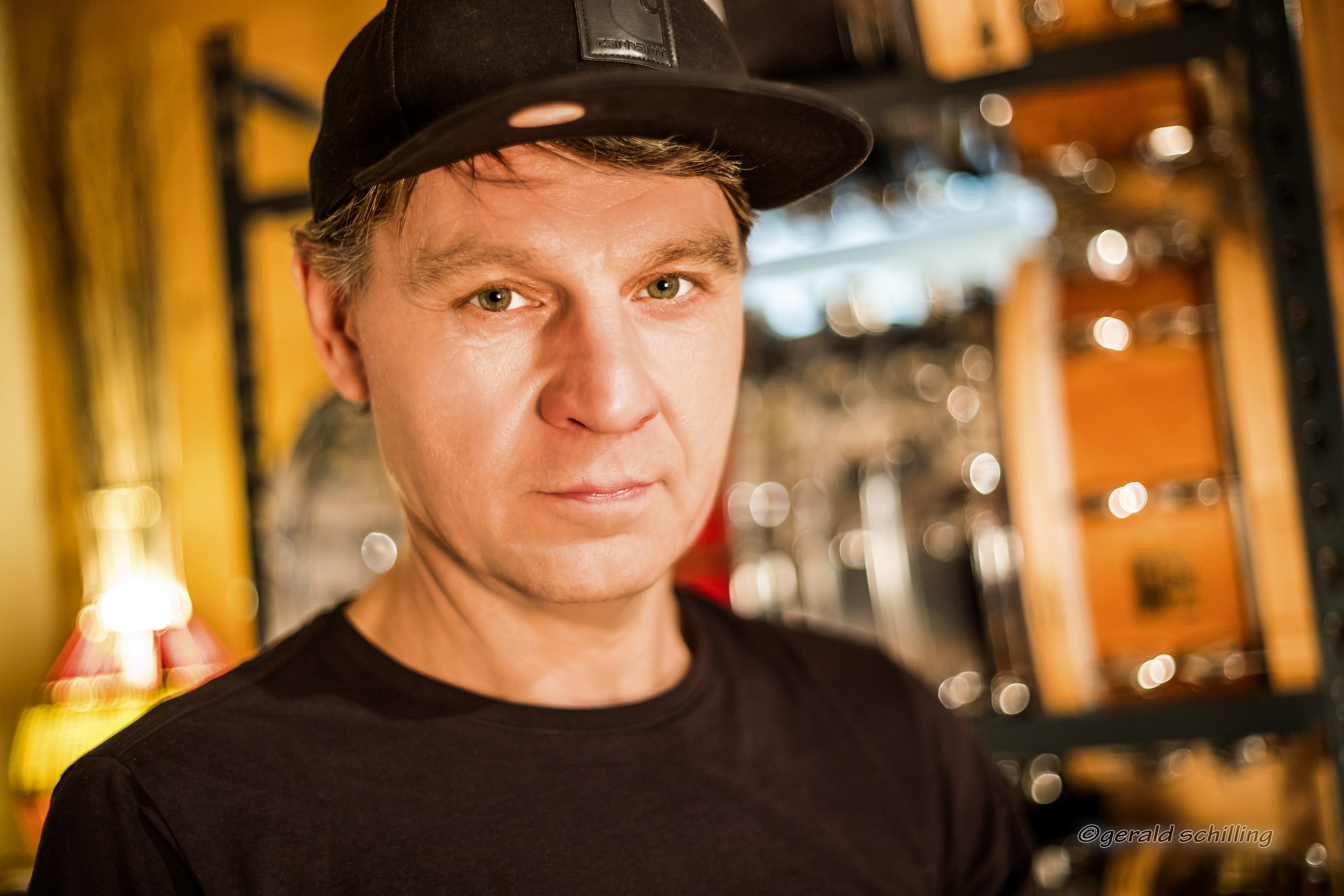
Ralf Gustke (2018)

Ralf Gustke (* 8. Mai 1964 in Heidelberg) ist ein deutscher Schlagzeuger.

## Leben
Im Alter von 10 Jahren begann Gustke in einem Fanfarenzug die Landsknechtstrommel zu spielen. Später erlernte er in einem Spielmannszug  das Spielen der Rudiments auf der Snare-Drum. Mit circa 16 Jahren bekam er sein erstes eigenes Drumset von Sonor. Bevor er professionell als Schlagzeuger arbeitete, machte er eine Ausbildung zum Energieanlagenelektroniker. Anfang der 1980er Jahre spielte er unter anderem bei den Heidelberger Bands Komazu Baumaschinen GmbH, Gute Laune, Pink und Pur, Charming Charlys, Sanfte Liebe und Zebra. 1986 belegte er beim Nachwuchswettbewerb „Drummermeeting Koblenz“ den 2. Platz. Danach folgten ab 1987 die ersten größeren Tourneen mit Lydie Auvray und Wolf Maahn. Gustke erhielt den Deutschen Rockpreis mit der Band Sanfte Liebe. Zusätzlich tourte er in dieser Zeit auch mit seiner eigenen Band Zebra, mit der er aber auch andere Künstler wie Chaka Khan in der Zeit von 1989 bis 1992 begleitete.
Im Laufe der Zeit entwickelte sich Ralf Gustke zum Studio- und Livedrummer und wurde dadurch einer der bekanntesten deutschen Schlagzeuger. Er spielte dabei unter anderem mit Georg Danzer, Gianna Nannini, Schiller, Six Was Nine, Glashaus, Sabrina Setlur, Edo Zanki, Lothar Kosse, Nena, Tarja Turunen, Shelly Bonet und Barclay James Harvest Featuring Les Holroyd. Im Laufe der Jahre machte Gustke aber immer wieder Abstecher in viele andere Stilrichtungen außerhalb der Rock&Pop-Musik. Beispielsweise gab es eine Zusammenarbeit mit Electric Outlet, DePhazz, Max Mutzke, Kosho, Klaus-André Eickhoff und Philipp Rehm. Seit 2022 ist Ralf Gustke als Dozent für Drums am Music College in Regensburg tätig.
Am bekanntesten dürfte er durch seine Tätigkeit bei Barclay James Harvest und den Söhnen Mannheims sowie dem Ableger Söhne Mannheims Jazz Department und Xavier Naidoo sein.
Ende 2017 veröffentlichte er ein Soloalbum mit dem Titel Ralf Gustke Flying Days, das er zusammen mit Claus Fischer, Jesse Milliner und Joo Kraus einspielte.

## DVD
- 2005: World of Groove (Doppel-DVD)